# Казбеков, Серик Нурахметгалиевич
Серик Нурахметгалиевич Казбеков — мастер спорта международного класса по скалолазанию, призёр и победитель этапов Кубка Мира в трудности и боулдеринге в 1999—2005 годы. В настоящий момент — тренер и популяризатор скалолазания, подготовщик трасс международного уровня.

## Биография
Родился в Алма-Ате 12 января 1970 года.
Начал заниматься скалолазанием в возрасте 14 лет, куда его пригласил Салават Рахметов. С ним и Кайратом Рахметовым Серик вырос в одном дворе.
Окончил Днепропетровский государственный институт физкультуры и спорта.
В 1995 году пролез все маршруты в Крыму на тот момент.
В 1996 году Серик Казбеков женился на Наталье Перловой, в этом же году у них родилась дочь Евгения Казбекова.
В 2002 году построил в Днепропетровске боулдеринговый зал.
В 2008 году родилась вторая дочь — Рафаэлла.
В 2010 году принимал активное участие в защите охраняемой зоны археологического и геологического памятника, популярного скалолазного района, Красного Камня.
В 2013 году благодаря Серику Казбекову в Днепропетровске состоялось открытие самого большого скалодрома La Scala, отвеающего требованиям для проведения международных соревнований.